# Rouhling
Rouhling – miejscowość i gmina we Francji, w regionie Grand Est, w departamencie Mozela.

## Zaludnienie
Według danych na rok 1990 gminę zamieszkiwało 1 915 osób, a gęstość zaludnienia wynosiła 318 osób/km² (wśród 2335 gmin Lotaryngii Rouhling plasuje się na 221. miejscu pod względem liczby ludności, natomiast pod względem powierzchni na miejscu 922.).